# Google One
Google One（グーグル・ワン）は、Googleが提供するオンラインストレージ（Google ドライブ、Gmail、Google フォトなど）の容量追加、Google Workspace、Google フォト、Geminiなどのプレミアム機能のサブスクリプションサービスである。

## 概要
Google Oneは2018年5月に発表され、2018年8月15日にアメリカ合衆国で一般提供を開始した。Google ドライブのアカウントを持っていないユーザーでも、Google Oneのプランに登録することを可能とした。
かつて、Google ドライブの有料ストレージプランを利用するユーザーを限定としていたサービスであった。Google ドライブは、GmailおよびGoogle フォトで共有できるGバイトクラスのオンラインストレージの総称であったが、2018年8月15日のサービス開始後は3つを組み合わせたオンラインストレージサービスとしてGoogle Oneと呼ばれることになった。ユーザーは、Google Oneでストレージを購入し、Google Oneアプリでユーザーのストレージを管理することになる。
類似の物としてマイクロソフトはMicrosoft 365がある。

## プラン
- Google One ベーシック - ストレージ100GB
- Google One プレミアム - ストレージ2TB。Google WorkspaceとGoogle フォトのプレミアム機能が利用可能。[3]
- Google One AIプレミアム - ストレージ2TB。上記に加えて、Gemini AdvancedとGoogle NotebookLM Plusが利用可能で、Google Workspace内でGeminiが利用可能[4][5]。

ベーシックとプレミアムの中間として、Google Workspace Individualがあり、ストレージは1TB。Google Workspaceのプレミアム機能が利用可能。

## サービス内容
全ての有償プランが対象
- ストレージ容量の増加
- Googleのサービスに関するGoogle エキスパートによる、チャットやメールや電話でのサポート

Google Workspace Individual以外の有償プランが対象
- 最大5人までの追加可能なファミリーメンバーが1つのプランを共有

Google Workspace IndividualとGoogle One プレミアム以上が対象
- Google Workspaceのプレミアム機能

Google One プレミアム以上が対象
- Google フォトのプレミアム機能

Google One AIプレミアムが対象
- Gemini Advanced
- Gemini Deep Research
- Google NotebookLM Plus
- Google Workspace内でGeminiが利用可能

以下は、過去は有償限定だったが、現在は無償アカウントにも解放されている。
- スマートフォンのデータ等の自動バックアップ - 2020年より無償アカウントでも利用可能。[8]

### 過去に利用できたサービス
- Google One VPN[9]